# Іваново Полє
45°35′ пн. ш. 17°08′ сх. д. / 45.58° пн. ш. 17.13° сх. д.
Іваново Полє (хорв. Ivanovo Polje) — населений пункт у Хорватії, у Б'єловарсько-Білогорській жупанії у складі громади Дежановаць.

## Населення
Населення за даними перепису 2011 року становило 233 осіб.
Динаміка чисельності населення поселення: